# محمد سالم الساعدی
محمد سالم الساعدی (عربی: محمد سالم صالح الساعدي؛ زادهٔ ۲۸ اکتبر ۱۹۸۲) بازیکن فوتبال اهل امارات متحده عربی است.
از باشگاه‌هایی که در آن بازی کرده‌است می‌توان به باشگاه فوتبال الشعب امارات، باشگاه فوتبال الظفره، و باشگاه فوتبال العین اشاره کرد.